# Месопотамија (тема)
Тема Месопотамија (грч. θέμα Μεσοποταμίας) је била византијска административна јединица на просторима античке Месопотамије. Византијска тема простирала се између река Арацани и Цимисгезек. Постојала је од краја 9. века до битке код Манцикерта 1071. године. 

## Историја
Тема Месопотамија основана је вероватно између 899. и 911. године, од стране византијског цара Лава VI Мудрог (886-912). Лав је на чело Месопотамије поставио бившег стратега Харсианона, Орестеса. Већи део провинције чиниле су територије Кнежевине Такис, којом је владао извесни Манојло са четворицом синова. Манојло је пристао да своју државу преда Византинцима у замену за титуле и власт над другим темама. Области Келцене и Камаше (издвојени из тема Халдије и Колонеје) припојене су новој теми Месопотамији. Док византијски цар Константин VII Порфирогенит (913-959) помиње да су, пре настанка теме Месопотамије, ове области биле "неименована клеисура", постоје трагови много старије административне структуре у Месопотамији. Печат "спатарија и стратега Месопотамије", датиран у време око 810. године, наговештава постојање прве, краткотрајне теме на овим просторима. Печат турмарха са јерменским именом Мусиликис, датиран око 870. године, такође помиње Месопотамију. Могуће је, према томе, да је Месопотамија конституисана крајем 9. века, издвајајући се из јерменске турме, када је јерменски кнез примио византијску титулу и дошао под власт цара. Стратези Месопотамије настављају да се јављају у изворима 10. века, паралелно са "дуксом Месопотамије" кога у изворима први пут срећемо око 975. године. Насупрот стратегу, дукс је регионални управник, који је контролисао централни сектор византијске источне границе. Након битке код Манцикерта 1071. године, византијски цар Михаило VII Дука (1071-1078) покушао је обновити византијску контролу над овим просторима, али је Месопотамија пала под власт Селџука. 